# Усть-Заостровка
Усть-Заостро́вка — село в Омском районе Омской области, административный центр Усть-Заостровского сельского поселения.
Основано в 1759 году.
Население — 1868 чел. (2010)

## География
Село расположено в лесостепи, на западной окраине Барабинской низменности, относящейся к Западно-Сибирской равнине, на правом берегу реки Иртыш. Высота над уровнем моря — 81 метр. В окрестностях села распространены чернозёмы обыкновенные.
По автомобильным дорогам расстояние до областного центра города Омск составляет 35 км (до центра города), до районного центра посёлка Ростовка 45 км.
Близ села проходит федеральная автодорога А320 (Омск — Черлак — граница с Казахстаном).
Климат
Климат резко континентальный, со значительными перепадами температур зимой и летом (согласно классификации климатов Кёппена — влажный континентальный климат (Dfb)). Многолетняя норма осадков — 385 мм. Наибольшее количество осадков выпадает в июле — 61 мм, наименьшее в марте — 14 мм. Среднегодовая температура положительная и составляет + 1,4° С, средняя температура самого холодного месяца января − 17,5° С, самого жаркого месяца июля + 19,7° С.
Часовой пояс
Усть-Заостровка, как и вся Омская область находится в часовой зоне МСК+3. Смещение применяемого времени относительно UTC составляет +6:00.

## История
Первое временное поселение на месте современного села, Усть-Заостровский станец, возникло в 1717—1721 годах. Станец использовался казаками от случая к случаю во время походов для недолгого отдыха.[чего?]
На карте Иртышской пограничной линии России, строительство которой началось в 1746 году, указан как "редут Узкая Заостровка", расположенный в 28 верстах от Омской крепости.
Первые данные об оседлом поселении вокруг Усть-Заостровского форпоста относятся к 1759 году. Как и укреплённые пункты пограничной линии форпост был защищён рвами и земляными валами до двух саженей высотой. Гарнизоны форпоста и станца состояли из 30-40 казаков, которые несли дозор, оберегая окрестные места от набегов джунгар. В 1782 году насчитывалось 18 казачьих дворов, в них 149 человек: 35 казаков несли пограничную службу, 8 казаков были отставными, остальные являлись членами их семей. Позднее в Усть-Заостровке ставили свои избы и заводили хозяйство и ссыльные крестьяне.
В 1846 году поселение получило статус станицы. Среди жителей станицы были выходцы с Дона, Вятки, Черниговщины, Устюга, Перми, сибирские крестьяне и посадские люди из Тобольска, Тюмени, Тары, Сургута. С первых лет существования станицы сюда направлялись колодники для работ. Среди ссыльных было много крепостных крестьян, отправленных в Сибирь «за буйства против помещиков».
В 1920 году на сходе был выбран совет. В 1927 году в селе образована комсомольская ячейка. В 1928 году организована артель «Хлебороб», первоначально объединившая 11 хозяйств. В 1930 году образован колхоз имени Ворошилова. В 1936 году из состава хозяйства выделился колхоз имени Орджоникидзе.
На фронтах Великой Отечественной войны погибло 32 жителя Усть-Заостровки.
В послевоенные годы были построены новая средняя школа, детский комбинат, появились новые магазины, здание церкви, культурно-досуговый центр.
В 60-70-е годы XX века Усть-Заостровка являлась третьим отделением совхоза «Память Чапаева».

## Население
Динамика численности населения по годам:
| 1926 |
| ---- |
| 1076 |

| 1782 | 2006  | 2010  |
| ---- | ----- | ----- |
| 149  | ↗1708 | ↗1868 |